# Râul Glădăria
Râul Glădăria este un curs de apă, afluent al râului Glodu. 